# اسدالله تابع
اسدالله تابع (زادهٔ ۱۳۲۷ در میاندوآب) نمایندهٔ حوزهٔ انتخابیهٔ میاندوآب، شاهین‌دژ و تکاب در دورهٔ هفتم مجلس شورای اسلامی بوده‌است. وی پیش‌تر در دورهٔ سوم نیز عضو این مجلس بود.